# 荼薇酒
荼薇酒是廣東省中山市小榄镇出产的一种白酒。荼薇酒源于清朝的“重酝酒”，其酿造方法为将荼薇花瓣、米酒与冰糖按比例密封于坛内陈醇二十天后开坛引用。抗战胜利后，当地酒坊将蒸馏技术融用到荼薇酒酿造工艺中，提高了酒质。1956年当局将小榄连同中山市北部的黄圃、古镇等地酒坊合并成立中山市酒厂， 1970年代酒厂技师马林、张帆、陈仲次等将前人用香文化融入传统酿酒工艺中，使采用新工艺研发出的荼薇酒较历代产品更香醇、风味更佳，产品曾多次获奖并出口。与其他米酒不同的是荼薇酒贮放一定时间后，须加少许糖等酵醇，再次贮存约一年才能开坛饮用。